# Bataille de Midway
Vous lisez un « bon article » labellisé en 2012.
Seconde Guerre mondiale
Batailles
Batailles et opérations de la guerre du Pacifique

Japon :
- Raid de Doolittle
- Bombardements stratégiques sur le Japon (Tokyo
- Yokosuka
- Kure
- Hiroshima et Nagasaki)
- Raids aériens japonais des îles Mariannes
- Campagne des archipels Ogasawara et Ryūkyū
- Opération Famine
- Bombardements navals alliés sur le Japon
- Baie de Sagami
- Invasion de Sakhaline
- Invasion des îles Kouriles
- Opération Downfall
- Reddition du Japon

Pacifique central :
- Pearl Harbor
- Guam (1941)
- Wake
- Raid sur les îles Gilbert et Marshall
- Opération K
- Midway
- Opération RY
- Campagne des îles Gilbert et Marshall
- Campagne des îles Mariannes et Palaos
- Campagne des archipels Ogasawara et Ryūkyū
- Opération Inmate

Pacifique du sud-ouest :
- Nauru
- Invasion des Philippines (1941-42)
- Invasion des Indes orientales néerlandaises
- Opérations de l'Axe dans les eaux australiennes
- Raids aériens japonais sur l'Australie (1942-43)
- Opération Ke
- Campagne des îles Salomon
- Campagne de Nouvelle-Guinée
- Campagne des Philippines
- Campagne de Bornéo (1945)

Asie du sud-est :
- Invasion de l'Indochine (1940)
- Océan Indien (1940-45)
- Guerre franco-thaïlandaise
- Invasion de la Thaïlande
- Campagne de Malaisie
- Hong Kong
- Singapour
- Campagne de Birmanie
- Opération Kita
- Indochine (1945)
- Détroit de Malacca
- Opération Jurist
- Opération Tiderace
- Opération Zipper
- Bombardements stratégiques (1944-45)

Guerre sino-japonaise
Front d'Europe de l’Ouest
Front d'Europe de l’Est
Bataille de l'Atlantique
Campagnes d'Afrique, du Moyen-Orient et de Méditerranée
Théâtre américain
La bataille de Midway (en anglais Battle of Midway, en japonais ミッドウェー海戦, middowei kaisen) est un engagement aéronaval majeur et décisif de la Seconde Guerre mondiale qui oppose les marines du Japon et des États-Unis. Elle se déroula dans les premiers jours de juin 1942 au large des Îles Midway, lors de la guerre du Pacifique. Sept mois après son entrée en guerre contre les États-Unis, déclenchée par l'attaque de Pearl Harbor, le Japon avait atteint l'ensemble de ses objectifs de conquête. En provoquant la bataille, le Japon avait pour but d'éliminer les forces aéronavales américaines qui constituaient toujours une menace contre les conquêtes japonaises dans le Pacifique. Pour l'amiral Yamamoto, commandant des opérations, il s'agissait également de placer son pays dans une position de force pour négocier avec les États-Unis une paix entérinant le nouveau partage du territoire.
Le plan de l'amiral Yamamoto prévoyait d'attirer les porte-avions américains vers les forces navales japonaises en livrant un assaut aérien et terrestre contre l'atoll de Midway. Une attaque devait être menée en parallèle contre les îles Aléoutiennes. Malgré les moyens énormes mis en jeu par la marine japonaise, comprenant près de 200 unités navales dont 8 porte-avions (seulement quatre ont participé aux combats) et 12 cuirassés, cette attaque fut un échec total. Les Américains, qui avaient percé le code japonais, connaissaient les détails et le calendrier de l'opération, tandis que les Japonais furent handicapés par l'échec de leurs missions de reconnaissance puis, au moment de la bataille décisive livrée par les quatre porte-avions de l'amiral Nagumo, par la division de leurs forces en plusieurs flottes. Les quatre principaux porte-avions japonais (Kaga, Sōryū, Akagi et Hiryū) ainsi qu'un croiseur lourd (Mikuma) furent coulés par les pilotes américains tandis que les pertes américaines se limitèrent à un porte-avions (USS Yorktown) et un destroyer, l'USS Hammann.
Cette bataille fut un tournant dans la guerre du Pacifique mais également dans la Seconde Guerre mondiale. Elle mit fin à la supériorité des forces japonaises dans l'océan Pacifique : celles-ci furent particulièrement touchées par la disparition de leurs meilleures unités aéronavales, parachevée peu après lors de la campagne des îles Salomon. La construction navale japonaise et un programme de formation accéléré des pilotes ne parvinrent pas à remplacer les pertes subies alors que les États-Unis augmentèrent dans le même temps et de façon considérable leur effectif de porte-avions et de pilotes d'appareils embarqués. La victoire de Midway, en réduisant la menace japonaise, permit également aux États-Unis de déployer une force navale considérable dans l'Atlantique Nord pour appuyer les forces alliées sur le front européen.

## Contexte historique

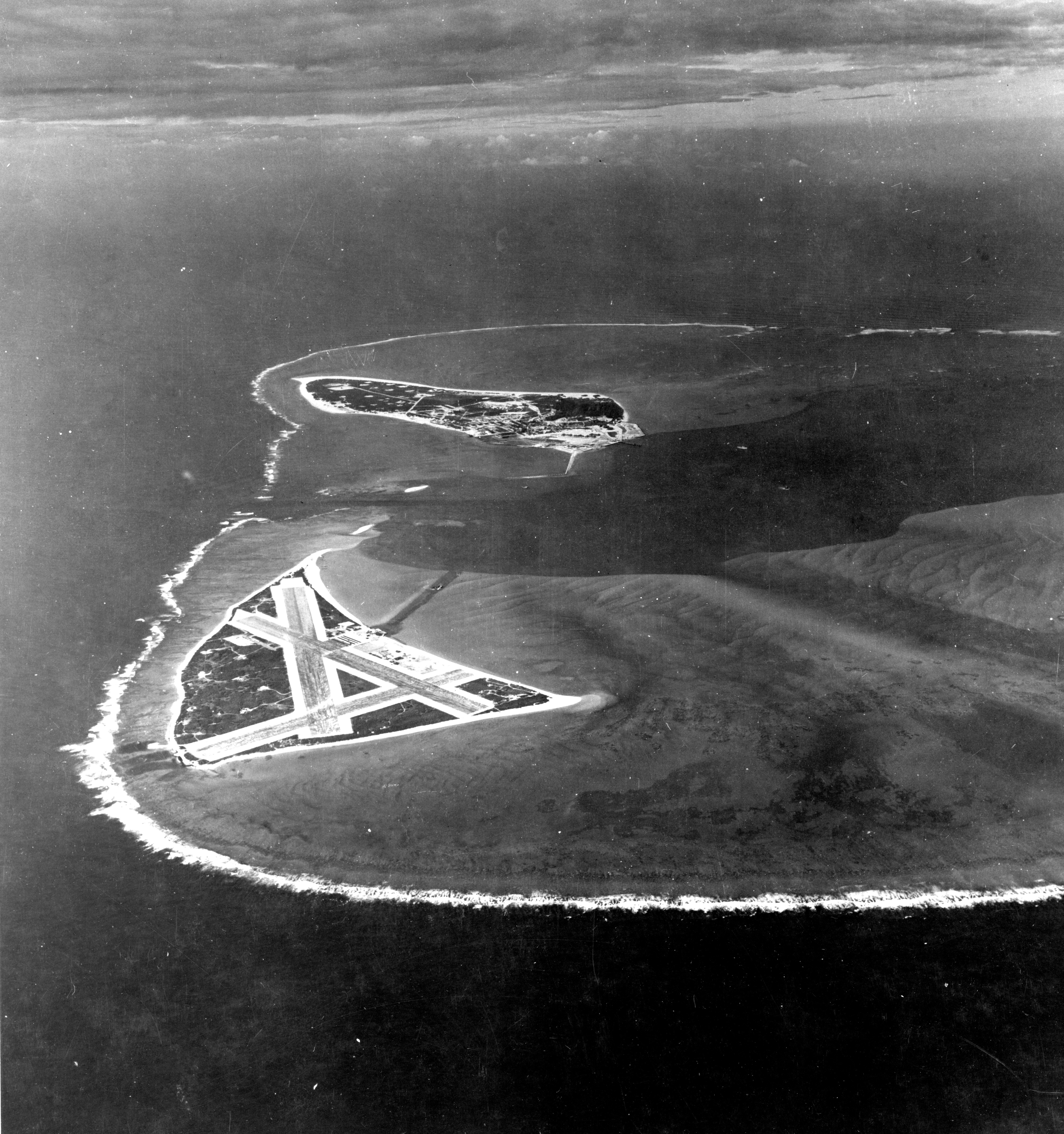
L'atoll Midway, plusieurs mois avant la bataille. Eastern Island avec l'aérodrome est au premier plan et la plus grande île, Sand Island, est à l'arrière plan à l'ouest.

Après l'entrée en guerre du Japon contre les États-Unis déclenchée par l'attaque de Pearl Harbor le 7 décembre 1941, la progression des troupes japonaises avait été fulgurante. Les Philippines, la Malaisie, Singapour puis les Indes orientales néerlandaises (actuelle Indonésie) et leurs vastes ressources en matières premières avaient été conquises en quelques mois. Dès janvier 1942, l'armée japonaise dut définir la suite à donner à ses opérations militaires. Il existait cependant des divergences importantes sur les objectifs à poursuivre entre l'armée, qui souhaitait continuer les conquêtes terrestres en direction de l'Australie, et la marine, qui souhaitait au préalable supprimer la menace des porte-avions américains. Il existait aussi des dissensions entre le quartier-général impérial et l'amiral Isoroku Yamamoto ; la stratégie ne fut donc pas formulée avant avril 1942,,. Yamamoto parvint finalement à imposer l'idée de nouvelles opérations dans le Pacifique central en menaçant implicitement de démissionner,.
L'objectif stratégique prioritaire pour Yamamoto était la destruction de la puissance aéronavale américaine qui avait échappé par chance au désastre de Pearl Harbor et qu'il considérait comme une menace pour l'ensemble des conquêtes japonaises dans le Pacifique. Yamamoto pensait que les Américains avaient été démoralisés par leurs nombreuses défaites durant les premiers mois de la guerre et qu'une autre défaite les forcerait à négocier un armistice,. Les dirigeants japonais ne partageaient pas la préoccupation de Yamamoto vis-à-vis des porte-avions américains, mais leur attitude changea après le raid de Doolittle le 18 avril 1942, au cours duquel des bombardiers B-25 Mitchell de l'Armée de l'Air américaine lancés à partir du porte-avions USS Hornet avaient bombardé Tokyo et plusieurs autres villes japonaises. D'un point de vue militaire, le bombardement avait eu des résultats insignifiants, mais il eut un effet psychologique marquant sur les Japonais en démontrant que l'archipel japonais n'était pas à l'abri d'une attaque. Ce bombardement et d'autres attaques lancées depuis les porte-avions américains avaient prouvé que ceux-ci constituaient toujours une menace.
L'état-major américain ne semblait toutefois pas vouloir engager ses précieux porte-avions dans une bataille navale en règle. Pour provoquer un affrontement et régler leur sort, Yamamoto estimait qu'une deuxième attaque contre la base américaine de Pearl Harbor forcerait toute la flotte américaine, dont les porte-avions, à se déployer pour affronter la flotte japonaise. Il estimait cependant qu'une attaque directe de Pearl Harbor, qui aurait mis la flotte japonaise à portée de l'aviation américaine basée au sol à Hawaï, était trop risquée. Il choisit donc de mener une offensive contre Midway, à l'extrême-nord-ouest de l'archipel d'Hawaï, à 2 100 km d'Oahu. Midway ne jouait pas un rôle stratégique particulièrement notable dans le plan du Japon, mais comme il était bien placé entre Pearl Harbor et le Japon, les responsables militaires japonais considéraient que les Américains la défendraient âprement,. À l'époque, Midway ne constituait pas un avant-poste vital de l'armée américaine ; après la bataille de Midway, une base sous-marine y fut installée pour ravitailler les submersibles basés à Pearl Harbor, étendant leur zone d'opération de 1 900 km. Par la suite, un aérodrome y fut également installé, à partir duquel fut bombardé l'atoll de Wake.

## Plan japonais

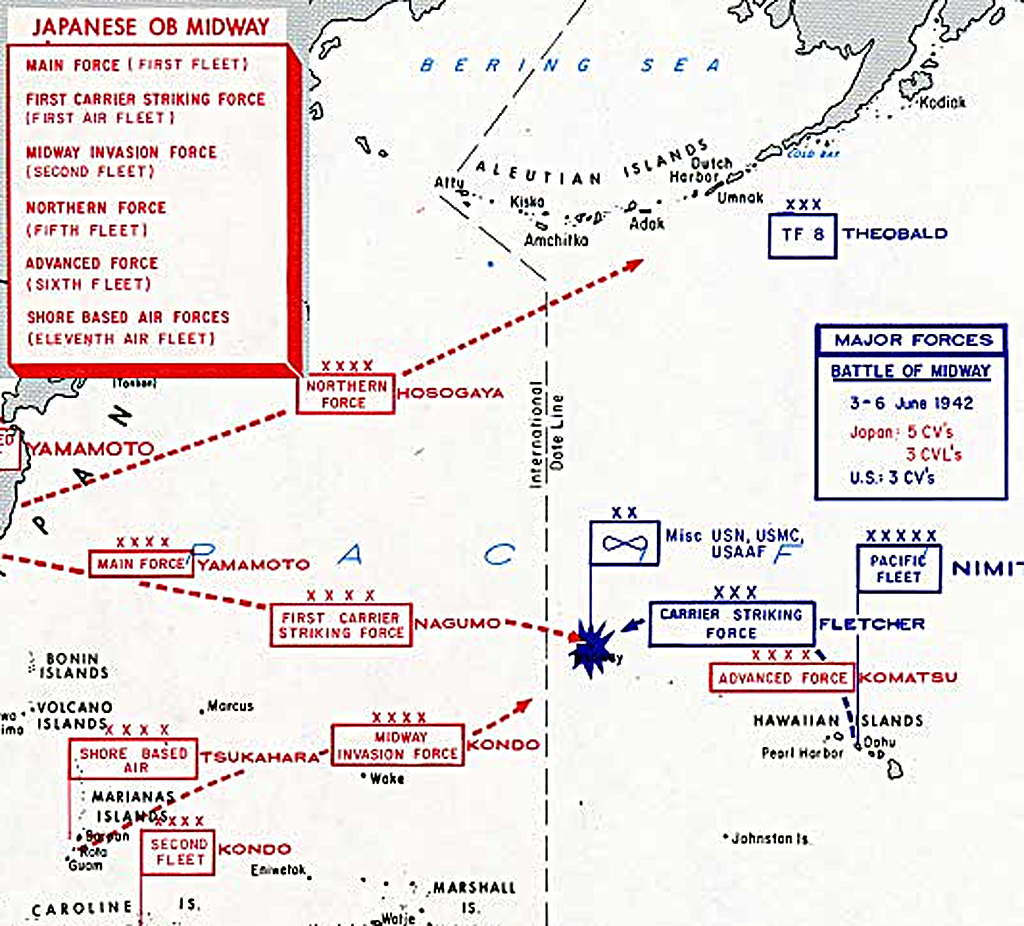
Mouvements des flottes américaine et japonaise entre le 3 et 6 juin 1942.

Le plan d'opérations de Yamamoto (établi avec Kameto Kuroshima et Minoru Genda) était, à l'image des autres plans de bataille japonais de ce conflit, particulièrement complexe,,. Pour s'assurer de la victoire, Yamamoto avait rassemblé une énorme flotte d'environ 200 navires comprenant notamment huit porte-avions et onze cuirassés. Une partie de la flotte devait mener une attaque contre les îles Aléoutiennes,,,. Pour que les Américains ne découvrent pas l'ampleur du dispositif japonais, les navires étaient regroupés en plusieurs flottes qui naviguaient sur des routes différentes selon un tableau de marche préétabli. Par conséquent, les cuirassés et les croiseurs de soutien de Yamamoto se trouvaient à plusieurs centaines de kilomètres derrière les quatre porte-avions de Chūichi Nagumo qui jouaient un rôle central dans la destruction des porte-avions américains. La puissante flotte de surface du Japon devait apparaitre uniquement pour achever la destruction des forces américaines arrivées au secours de Midway une fois qu'elles auraient été suffisamment affaiblies par les porte-avions ; cette idée d'un duel d'artillerie navale était typique de toutes les marines à une époque où la puissance des porte-avions était encore relativement inconnue.
Le plan japonais partait de l'hypothèse optimiste formulée par les services de renseignement que l'USS Enterprise et l'USS Hornet, formant la Task Force 16, étaient les seuls porte-avions américains disponibles dans le Pacifique à ce moment. Lors de la bataille de la mer de Corail, les 7 et 8 mai, l'USS Lexington avait été coulé et l'USS Yorktown avait été tellement endommagé que les Japonais considéraient qu'il avait également été détruit. Les Japonais savaient également que l'USS Saratoga avait été endommagé par une torpille et était réparé sur la côte Ouest des États-Unis.
Cependant, Yamamoto ignorait que les États-Unis avaient cassé le principal code secret de la marine japonaise (appelé JN-25 par les Américains). L'accent mis par Yamamoto sur la dispersion de ses navires signifiait que les flottes ne pouvaient se soutenir mutuellement. Par exemple, seuls cinq grands navires, deux cuirassés et trois croiseurs, protégeaient le groupe aéronaval de Nagumo, tandis que les porte-avions devaient mener les frappes et supporter seuls le gros des contre-attaques américaines. Par contraste, les flottes de Yamamoto et de Kondo regroupaient deux porte-avions légers, cinq cuirassés et six croiseurs et aucun ne participa à l'affrontement à Midway. L'éloignement de ces deux flottes avec les porte-avions de Nagumo eut de graves conséquences durant la bataille, car les grands navires des forces de Yamamoto et de Kondo transportaient des avions de reconnaissance, un atout indispensable dont fut privé Nagumo,,,.
De plus, les opérations japonaises contre les îles Aléoutiennes (opération AL) mobilisèrent des navires qui auraient pu sans cela renforcer les unités dirigées contre Midway. Alors que les rapports historiques ont souvent avancé que l'attaque des Aléoutiennes était une diversion destinée à diviser les forces américaines, des recherches récentes sur la bataille indiquent que l'opération AL devait être menée simultanément à l'attaque de Midway. Cependant, un retard d'une journée dans la traversée de la force principale de Nagumo fit que l'opération AL commença un jour avant l'attaque de Midway.

## Prélude

### Renforts américains

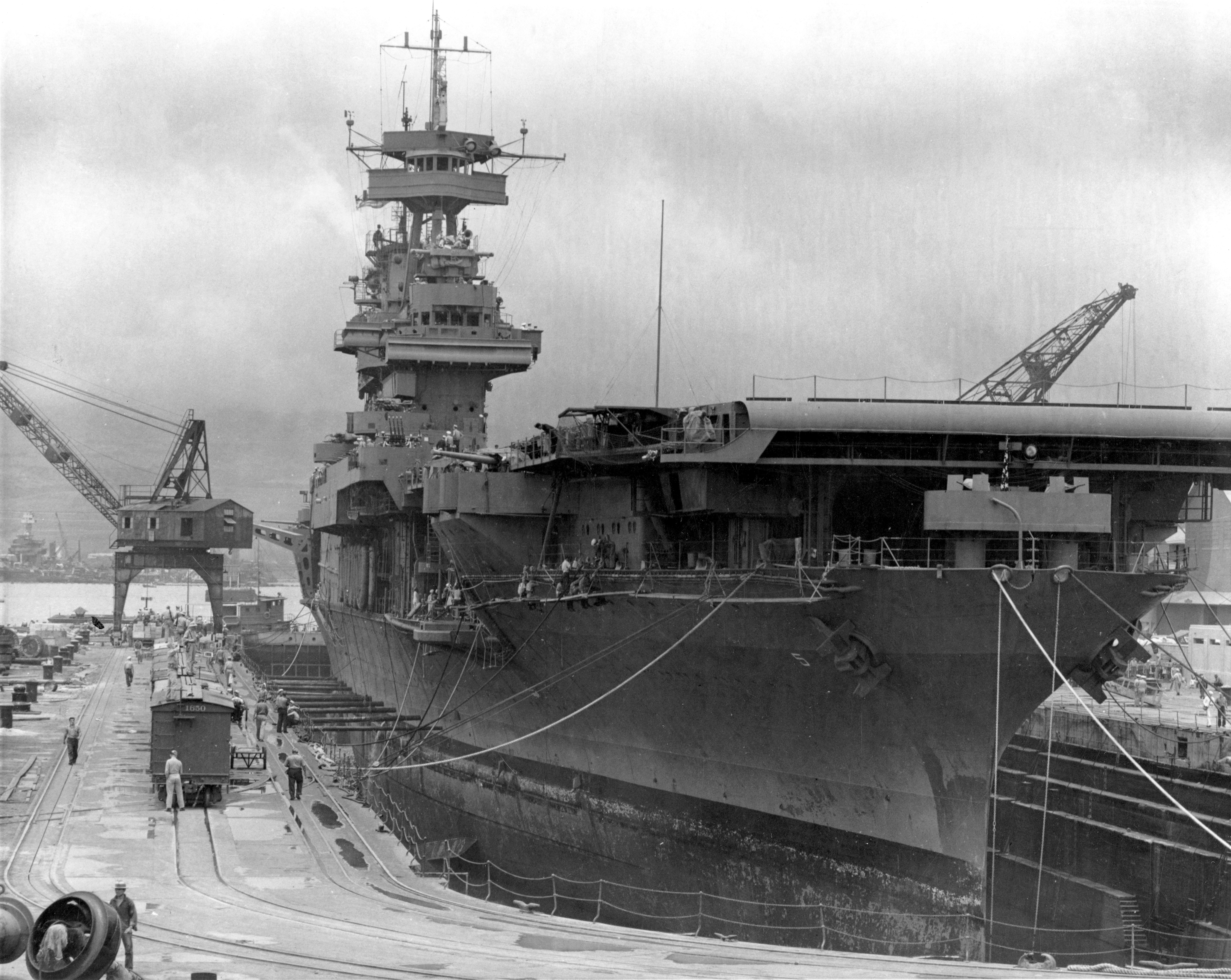
L'USS Yorktown en cale sèche à Pearl Harbor en mai 1942, peu avant son départ pour Midway.

Pour affronter un ennemi pouvant aligner quatre ou cinq porte-avions, l'amiral Chester Nimitz, commandant en chef de la flotte du Pacifique, avait besoin de tous les porte-avions américains disponibles. Il avait déjà les deux porte-avions sous les ordres du vice-amiral William F. Halsey (l'USS Enterprise et l'USS Hornet) même si Halsey souffrait de psoriasis et dut être remplacé par le Rear admiral Raymond Spruance, le commandant de l'escorte de Halsey,. Nimitz rappela également précipitamment la Task Force du contre-amiral Frank J. Fletcher comprenant l'USS Yorktown, qui avait été lourdement endommagé lors de la bataille de la mer de Corail.
Malgré les estimations avançant que l'USS Yorktown aurait besoin de plusieurs mois de réparations dans le chantier naval de Puget Sound, ses ascenseurs étaient intacts et son pont d'envol était peu endommagé. Le chantier naval de Pearl Harbor travailla sans interruption durant 72 heures pour que le navire puisse soutenir deux à trois semaines d'opérations en haute mer,, comme demandé par Nimitz. Son pont d'envol fut réparé, des sections complètes des cadres du navire furent remplacées et plusieurs flottilles de l'USS Saratoga furent redéployées sans avoir eu le temps de s'entraîner. Nimitz ne respecta aucune procédure pour disposer de son troisième et dernier porte-avions et les réparations sur le navire continuèrent même après que ce dernier eut quitté la cale sèche,.
Le 4 juin, la Marine de guerre américaine disposait sur Midway de quatre flottilles d'hydravions PBY Catalina soit 31 appareils au total pour des missions de reconnaissance et de six TBF Avenger récemment mis en service et détachés de l'USS Hornet. Le Corps des Marines avait 19 SBD Dauntless, 17 SB2U Vindicator, 7 F4F Wildcat et 21 F2A Buffalo. L'Armée de l'Air américaine fournit un escadron de 17 B-17 Flying Fortress ainsi que huit B-26 Marauder armés avec des torpilles. Soit au total 124 appareils déployés à Midway.

### Défaillances japonaises

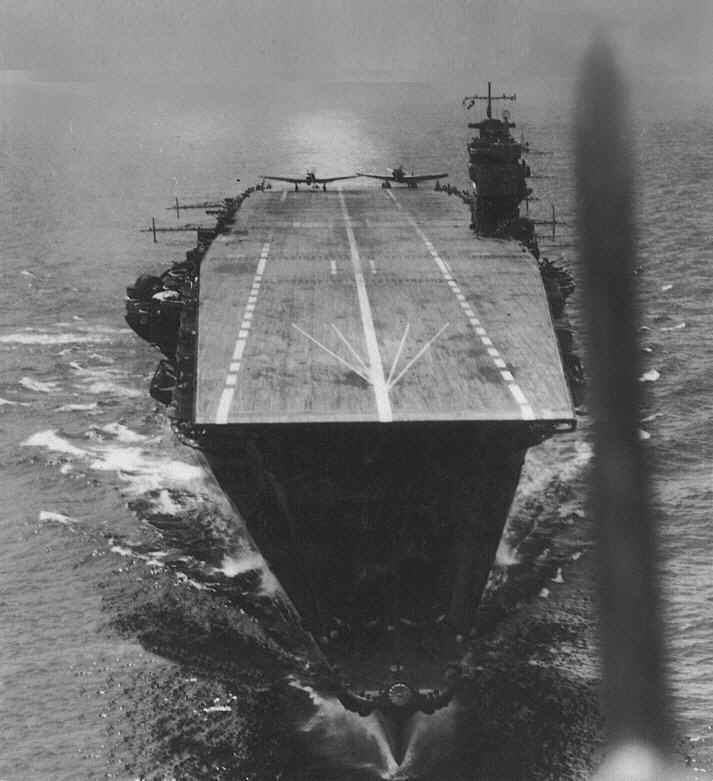
L'Akagi, le navire amiral de la flotte japonaise en avril 1942.

À la suite de sa participation à la bataille de la mer de Corail, le porte-avions japonais Zuikaku se trouvait au port de Kure en attente de recevoir de nouvelles escadrilles. Le fait qu'aucune ne soit immédiatement disponible constituait un échec pour le programme d'entrainement de la MIJ qui démontrait déjà son incapacité à remplacer les pertes. Des instructeurs du Yokosuka Air Corps furent réquisitionnés pour combler les effectifs manquants. Le Shokaku avait été touché par trois bombes au cours de la bataille de la mer de Corail et il avait besoin de plusieurs mois de réparations en cale sèche. Bien que deux porte-avions eussent suffisamment d'appareils pour rééquiper le Zuikaku avec un groupe mixte, les Japonais ne semblent pas avoir cherché à déployer le Zuikaku dans la bataille à venir. Par conséquent, l'amiral Nagumo ne disposa que de quatre porte-avions : le Kaga et l'Akagi dans le premier groupe aéronaval et le Hiryu et le Soryu dans le second. Les porte-avions japonais, en opération sans interruption depuis le 7 décembre 1941, avaient mené des raids contre Darwin et Colombo.
Les principaux avions d'attaque japonais utilisés étaient le bombardier en piqué Aichi D3A et le Nakajima B5N qui pouvait être utilisé comme bombardier ou comme bombardier-torpilleur. Le principal chasseur de l'aéronavale était le très manœuvrable Mitsubishi A6M « Zero ». Cependant les porte-avions de la force aéronavale japonaise souffraient d'une pénurie d'appareils de première ligne. Pour diverses raisons, la production du D3A avait été fortement réduite tandis que celle du B5N était complètement annulée. En conséquence, il n'y avait aucun avion disponible pour remplacer les pertes et cela signifiait que beaucoup des appareils utilisés en juin 1942 étaient en activité depuis la fin novembre 1941. Même si la maintenance était convenable, ils étaient usés et de moins en moins fiables.
La disposition des éclaireurs japonais avant la bataille était également défaillante. Un détachement de sous-marins japonais n'arriva sur place que tardivement et cela permit aux porte-avions américains d'atteindre leur point de ralliement au nord-est de Midway sans être repérés,. Une tentative, lors de l'opération K, pour reconnaître Pearl Harbor avant la bataille (et donc détecter la présence ou l'absence des porte-avions américains) devait être menée avec des hydravions Kawanishi H8K, mais elle fut annulée lorsque les sous-marins chargés de ravitailler les appareils découvrirent que le point de ralliement, le mouillage du banc de sable de la Frégate française, était occupé par deux ravitailleurs d'hydravions américains,,. Ainsi, le Japon n'avait aucune information sur les mouvements des porte-avions américains avant la bataille.
Les interceptions radio japonaises notèrent un accroissement à la fois de l'activité sous-marine américaine et de la quantité de messages. Cette information était entre les mains de Yamamoto avant la bataille, mais les plans japonais ne furent pas changés. Yamamoto, en mer sur le cuirassé Yamato, ne prit pas la peine d'informer Nagumo de peur de révéler sa position et parce qu'il supposait que Nagumo avait reçu le même message de Tokyo,. L'antenne radio de Nagumo était cependant incapable de recevoir des transmissions à d'aussi basses fréquences, le privant d'informations sur les mouvements des unités américaines.

### Les communications japonaises déchiffrées
L'amiral Nimitz disposait d'un avantage inestimable sur les Japonais : les cryptanalystes américains parvenaient à lire une partie des messages japonais écrits à l'aide du code JN-25. Depuis le début du printemps 1942, les États-Unis avaient déchiffré des messages indiquant la réalisation prochaine d'une opération contre l'objectif « AF ». L'officier Joseph Rochefort et son équipe de la « Station HYPO », basée à Hawaï parvinrent à déterminer que la cible de la prochaine attaque japonaise désignée dans les transmissions japonaises sous le code AF était sans doute Midway. Ils parvinrent à se faire confirmer cette information en envoyant un faux message indiquant que l'installation de dessalement de Midway ne fonctionnait plus. Plus tard, ils interceptèrent un message japonais ordonnant aux forces d'invasion d'emporter des bouilleurs. Les casseurs de code furent également capables de déterminer que l'attaque aurait lieu le 4 ou le 5 juin et de fournir à Nimitz l'ensemble de l'ordre de bataille de la marine impériale japonaise. L'introduction d'une nouvelle version du code par le Japon avait été retardée, cela donna plusieurs jours de répit décisifs à la station HYPO pour décoder les transmissions japonaises ; lorsque le code fut modifié peu avant le début de la bataille, l'essentiel des intentions japonaises était connu des Américains,.
Par conséquent, les Américains entrèrent dans la bataille en connaissant très bien le dispositif japonais. Nimitz savait par exemple que la flotte japonaise, très supérieure en nombre, avait été divisée en quatre groupes. Cette dispersion faisait que peu de navires étaient disponibles pour escorter le groupe aéronaval japonais qui ne disposait ainsi que d'une faible défense anti-aérienne pour protéger ses porte-avions. Nimitz avait également calculé qu'il disposerait d'un plus grand nombre d'appareils que les Japonais. A contrario, ces derniers ignoraient tout du dispositif américain et de sa véritable force même après le début de la bataille.

## Bataille

### Premières attaques aériennes
Sur l'île de Midway, le premier groupe d'attaque américain, composé de neuf B-17, décolla à 12 h 30 le 3 juin. Trois heures plus tard, ses pilotes découvrirent le convoi de transport japonais à 1 060 km à l'ouest. Pris sous un feu nourri, ils larguèrent leurs bombes sur les navires. Si plusieurs coups au but furent revendiqués, aucune bombe ne causa de dommages significatifs. Tôt le lendemain matin, le pétrolier japonais Akebono Maru fut touché par une torpille lancée par un hydravion PBY Catalina. Ce fut la seule attaque à la torpille réussie par les Américains lors de cette bataille.

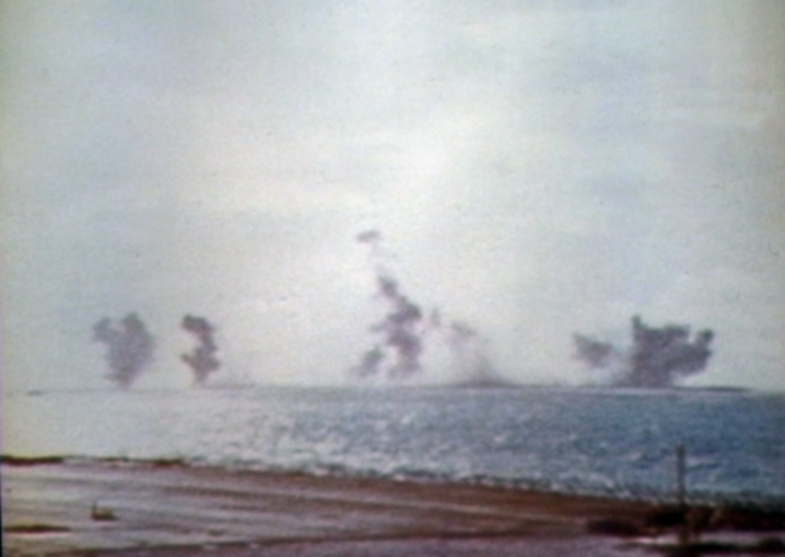
Bombardement d'Eastern Island.

Le 4 juin à 4 h 30, Nagumo lança sa première attaque sur Midway avec 36 bombardiers Aichi D3A (escadrilles du Kaga et Akagi) et 36 bombardier-torpilleurs Nakajima B5N (escadrilles du Soryu et Hiryu) escortés par 36 chasseurs Mitsubishi A6M Zero (9 de chaque porte-avions). Dans le même temps, il mit en place une patrouille de défense aérienne autour de ses porte-avions, et envoya ses huit appareils de reconnaissance pour confirmer l'absence de forces navales ennemies à proximité. L'opération de reconnaissance japonaise fut assez légère car il n'y avait pas assez d'avions pour couvrir efficacement les zones à surveiller et le mauvais temps rendait difficile les vols au nord-est et à l'est du groupe aéronaval. La mauvaise disposition du plan de bataille de Yamamoto était maintenant devenue un handicap sévère.
Les radars américains de Midway repérèrent les avions japonais à une distance de plusieurs centaines de kilomètres et des intercepteurs furent rapidement déployés. Des bombardiers sans escorte, car celle-ci restait en arrière pour défendre Midway, partirent attaquer les porte-avions japonais. À 6 h 20, les appareils japonais bombardèrent et endommagèrent gravement la base américaine. Les F4F Wildcat et les F2A Buffalo vieillissants décollèrent pour intercepter les Japonais et ils subirent de lourdes pertes, mais ils détruisirent quatre Aichi D3A et au moins trois Mitsubishi A6M Zero. Trois F4F et treize F2A furent abattus, la plupart dans les premières minutes et plusieurs autres furent endommagés ; à la fin de l'attaque, il ne restait plus que deux chasseurs en état de marche. La DCA américaine, précise et intense, revendiqua un tiers des appareils japonais détruits. Malgré les dégâts, la base américaine n'était pas hors service et les bombardiers pouvaient toujours s'y ravitailler et s'y réapprovisionner pour attaquer la force d'invasion japonaise. Une autre attaque aérienne serait donc nécessaire si les Japonais voulaient débarquer des troupes le 7 juin,.

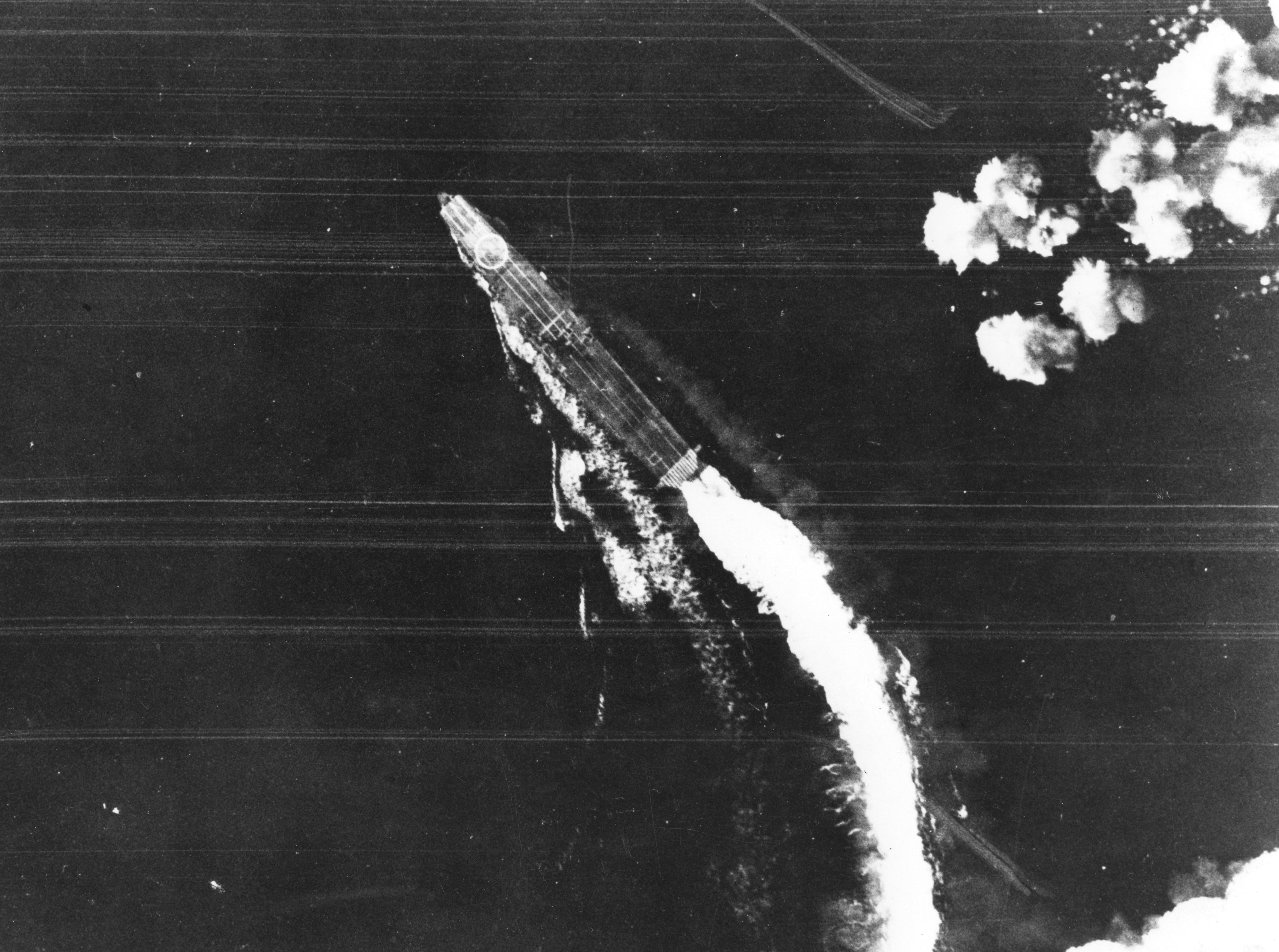
Le Hiryu manœuvre pour éviter les bombes des B-17 américains. Aucune ne fera mouche.

Ayant décollé avant l'attaque japonaise, les bombardiers américains basés à Midway menèrent plusieurs attaques sur le groupe aéronaval japonais. L'escadron d'attaque comprenait six TBF Avenger (venant tout juste d'entrer en service) détachés de l'USS Hornet qui attaquèrent conjointement avec quatre B-26 Marauder équipés pour l'occasion de torpilles. Suivirent onze SB2U Vindicator et seize SBD Dauntless du Corps des Marines ainsi que quinze B-17 Flying Fortress de l'USAAF déjà en l'air tôt le matin. Les Japonais détruisirent cinq Avenger et deux Marauder, ainsi que huit Dauntless et deux Vindicator moins d'une heure plus tard, tout en ne perdant que deux chasseurs. Plus rapides et plus robustes, les B-17 n'eurent aucune perte mais aucune bombe ou torpille ne toucha le moindre navire nippon lors de ces premières attaques américaines,,,. Le major Lofton R. Henderson fut le premier pilote du corps des Marines à périr durant cette bataille et le principal aérodrome de Guadalcanal fut nommé en son honneur en août 1942. Un B-26 Marauder, touché par un tir de l'Akagi, ne fit rien pour s'éloigner et il manqua de s'écraser directement sur le pont d'envol du navire. Cet incident a pu contribuer à la détermination de Nagumo de lancer une autre attaque contre Midway en violation des instructions de Yamamoto lui imposant de garder le groupe de réserve pour des opérations anti-navires.

### Hésitations de Nagumo
L’amiral Nagumo, conformément aux ordres de Yamamoto, avait gardé en réserve la moitié de ses appareils soit deux escadrilles, l’une de bombardier-torpilleurs et l’autre de bombardiers en piqué, pour attaquer les navires américains quand ces derniers auraient été repérés. Les bombardiers-torpilleurs de la réserve étaient armés de torpilles tandis que les bombardiers en piqué n'avaient pas encore reçu d'armement. À la suite de l’attaque des porte-avions japonais par les appareils américains basés sur Midway, et pour répondre à la demande du chef d’escadrille qui estimait nécessaire de mener une seconde frappe contre l’aérodrome de Midway, Nagumo ordonna à 7 h 15 que les appareils de réserve soient réarmés avec des bombes contre cible terrestre. Certaines sources avancent que le changement était en cours depuis environ 30 minutes quand, à 7 h 40,,, l’avion de reconnaissance du Tone signala la présence d’une grande force navale américaine à l’est sans en préciser la composition. Certains documents indiquent néanmoins que Nagumo ne reçut pas l’information avant 8 h. Nagumo annula immédiatement l'ordre de réarmement des avions de réserve et demanda que l’appareil de reconnaissance fournisse la composition de la flotte américaine. Quarante minutes plus tard, le pilote signala la présence d’un unique porte-avions dans le groupe américain,.
Nagumo était placé devant un dilemme. Le contre-amiral Tamon Yamaguchi, commandant le second groupe aéronaval (Hiryū et Sōryū), recommanda que Nagumo attaque immédiatement avec les forces disponibles : 36 bombardiers en piqué Aichi D3A sur le Soryu et le Hiryū et la moitié des chasseurs chargés de la protection aérienne. Mais le lancement d’un groupe d’attaque contre les navires américains était cependant désormais limité par le retour proche des appareils ayant attaqué Midway qui auraient besoin de se poser rapidement,. Par ailleurs, du fait de l'activité incessante sur le pont durant l’heure précédente, liée aux lancements et aux atterrissages des avions chargés de la protection aérienne, les Japonais n’avaient jamais eu la possibilité de préparer le lancement de leurs appareils de réserve. Positionner les avions de réserve sur les ponts d'envol et les lancer aurait nécessité au moins 30 minutes. De plus, en lançant immédiatement ses appareils, Nagumo aurait engagé une partie de ses réserves sans un armement anti-navires adéquat. La doctrine aéronavale japonaise privilégiait l'envoi d'escadrilles en formation et sans confirmation par l'avion de reconnaissance (jusqu'à 8 h 20) de la présence de porte-avions américains, la réaction de Nagumo suivit la doctrine,. De plus, l'arrivée d'une nouvelle vague d'assaut aérienne américaine à 7 h 53 en provenance de Midway renforça les arguments en faveur d'une deuxième attaque de l'aérodrome. Finalement, Nagumo décida d'attendre le retour des escadrilles ayant réalisé l'attaque de Midway avant de lancer sa réserve, ce qui laissait à celle-ci le temps d'être convenablement préparée et équipée,,,.

### Attaque de la flotte japonaise

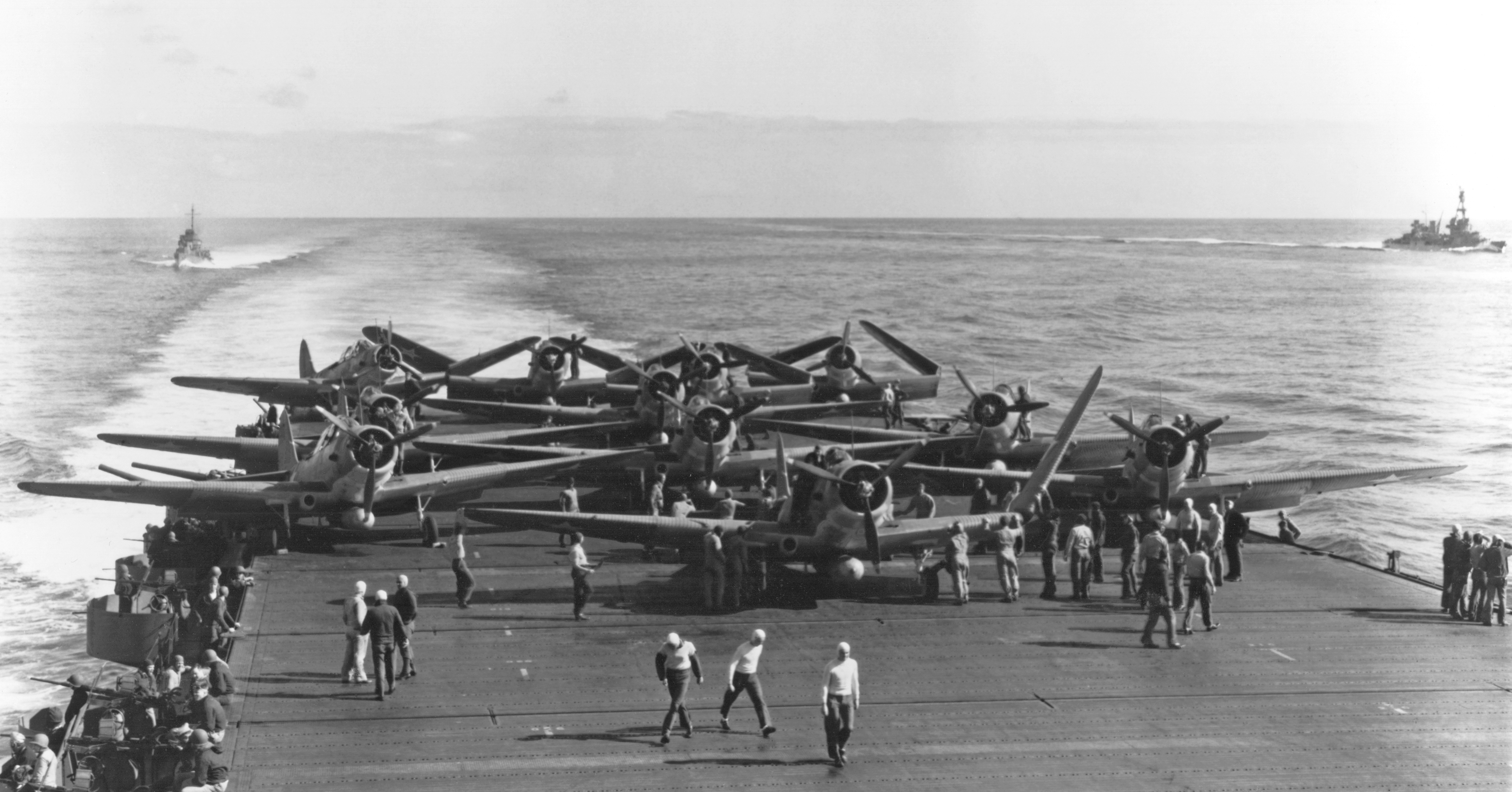
Des TBD Devastator de la VT-6 à bord de l' se préparant à décoller durant la bataille.

L'amiral Fletcher, à bord de l'USS Yorktown, ayant bénéficié du rapport de l'hydravion de reconnaissance, ordonna au contre-amiral Spruance de lancer une attaque contre les Japonais aussitôt que possible tout en gardant initialement l'USS Yorktown en réserve si d'autres porte-avions japonais étaient repérés.
Bien que la flotte japonaise se trouvât à la limite du rayon d'action de ses appareils, Spruance décida qu'une attaque pouvait réussir et il donna l'ordre de décollage vers 6 h. Il laissa ensuite le chef d'état-major de Halsey, le capitaine de vaisseau Miles Browning, mettre au point les détails de l'attaque et superviser les décollages. Les opérations prirent du retard et les premiers appareils ne quittèrent les porte-avions sous le commandement de Spruance, l'USS Enterprise et l'USS Hornet, que vers 7 h, puis ceux de l'USS Yorktown à 8 h,,.
Fletcher et ses officiers à bord de l'USS Yorktown avaient acquis de l'expérience dans la préparation et le lancement d'un groupe d'attaque durant la bataille de la mer de Corail, mais ils n'avaient pas eu le temps de former les équipages des deux autres porte-avions qui devaient lancer la première frappe. Spruance donna ensuite l'ordre aux appareils en vol de se diriger immédiatement vers l'ennemi sans perdre une minute à attendre la formation d'un groupe d'attaque complet, car il considérait que la neutralisation des porte-avions ennemis était la clé de la survie de sa flotte. Spruance estima que la rapidité de l'attaque était plus importante que la mise au point d'un dispositif d'attaque coordonné entre les différents types d'appareils (chasseurs, bombardiers en piqué et bombardier-torpilleurs). Par conséquent, les escadrilles américaines furent envoyées à l'assaut au fur et à mesure, en plusieurs groupes distincts. Le manque de coordination allait réduire l'efficacité de l'attaque et aggraver les pertes, mais Spruance considéra que le risque en valait la peine, car mettre les Japonais sous pression handicaperait leur capacité à mener une contre-attaque (la doctrine japonaise privilégiait des attaques en formation) et il pensa qu'il attaquerait au moment où les ponts d'envol ennemis seraient les plus vulnérables,.

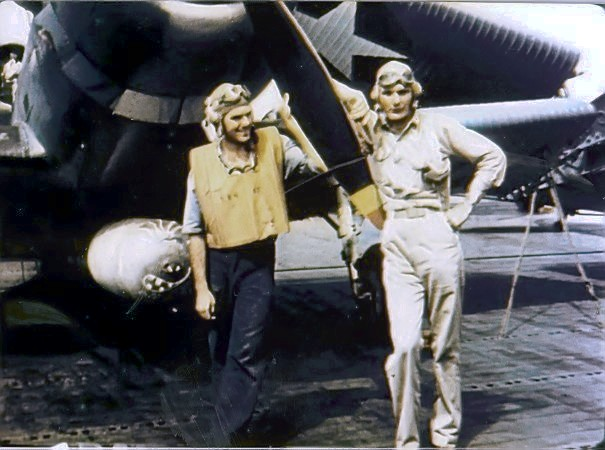
L'enseigne de vaisseau George Gay (à droite), seul survivant du VT-8, devant son avion un TBD Devastator, le 4 juin 1942.

Les appareils américains eurent du mal à trouver la flotte japonaise malgré les positions qu'ils avaient reçues. Le premier groupe américain, l'escadrille VT-8 (Torpedo Squadron 8) du lieutenant commander Waldron décollé de l'USS Hornet, arriva en vue des navires japonais à 9 h 20, suivi par le Torpedo Squadron 6 de l'USS Enterprise à 9 h 40. Les avions américains lents et sous-armés furent rapidement balayés par les Mitsubishi A6M Zéros, bien plus rapides et manœuvrables, sans avoir le temps de causer des dégâts. Vingt-cinq TBD Devastator furent perdus au total mais quelques-uns parvinrent à lancer leurs torpilles et à mitrailler les navires, ce qui força les porte-avions japonais à réaliser des manœuvres d'évitement.
Les attaques à la torpille américaines parvinrent à désorganiser les porte-avions japonais et les empêchèrent de préparer et de lancer une contre-attaque. De plus, elles détournèrent l'attention des chasseurs japonais qui arrivèrent rapidement à court de carburant et de munitions. L'apparition d'un troisième groupe de bombardiers-torpilleurs commandé par le lieutenant commander Leslie (le Torpedo Squadron 3 de l'USS Yorktown) au sud-est à 10 h attira rapidement la plus grande partie des chasseurs japonais dans ce secteur qui infligèrent de lourdes pertes aux Devastator : dix avions perdus sur les douze engagés. Quelques Zéro furent abattus par les Wildcat, notamment en utilisant la tactique de la Thach Weave, mais les chasseurs américains furent trop peu nombreux pour éviter les lourdes pertes.
Au même moment, trois escadrons de bombardiers en piqué américains SBD Dauntless arrivaient en vue de la flotte japonaise depuis le nord-est et le sud-ouest. Ces derniers n'avaient presque plus de carburant car ils avaient passé beaucoup de temps à rechercher l'ennemi. Le chef du groupe, Clarence Wade McClusky, décida cependant de continuer les recherches et, par chance, il repéra le destroyer japonais Arashi. Ce navire faisait route à pleine vitesse pour rattraper le groupe aéronaval de Nagumo après avoir tenté sans succès de couler le sous-marin USS Nautilus, qui avait auparavant attaqué en vain le croiseur de bataille Kirishima. Certains des bombardiers Dauntless, à court de carburant, durent amerrir avant même le début de l'attaque.
La décision de McClusky de poursuivre les recherches a, selon l'amiral Chester Nimitz, « décidé du destin de notre groupe aéronaval et de nos forces à Midway ». Les appareils américains arrivèrent en effet au pire moment pour la flotte japonaise,,. Les appareils japonais armés encombraient les hangars, les tuyaux de carburant serpentaient sur les ponts pour terminer les opérations de ravitaillement et les fréquents changements d'armement avaient eu pour conséquence que les bombes et les torpilles étaient dispersées dans les hangars au lieu d'être stockées en sûreté dans les soutes à munitions. Libres de toute opposition aérienne, le gros des escadrons de l'USS Enterprise piquèrent sur le Kaga et réalisèrent plusieurs coups au but à 10 h 22. Quatre minutes plus tard, quelques Dautnless attaquèrent l’Akagi, qui fut touché par une bombe qui traversa le pont d'envol et explosa dans les hangars au milieu des appareils alors armés et ravitaillés. L'escadron VB-3 de l'USS Yorktown plongea à son tour sur le Soryu, qui fut également touché à plusieurs reprises. En moins de six minutes, les Japonais avaient trois porte-avions désemparés en proie aux flammes. L'amiral Nagumo dut alors quitter son navire-amiral l’Akagi pour se réfugier sur le croiseur léger Nagara. Les trois porte-avions mortellement touchés furent finalement abandonnés et sabordés,. Pendant que le Kaga brûlait, le Nautilus s'en approcha, tira quatre torpilles, une resta bloquée dans le tube, deux le manquèrent et la quatrième n'explosa pas, il fut sabordé ensuite par le destroyer japonais Hagikaze.

### Contre-attaques japonaises

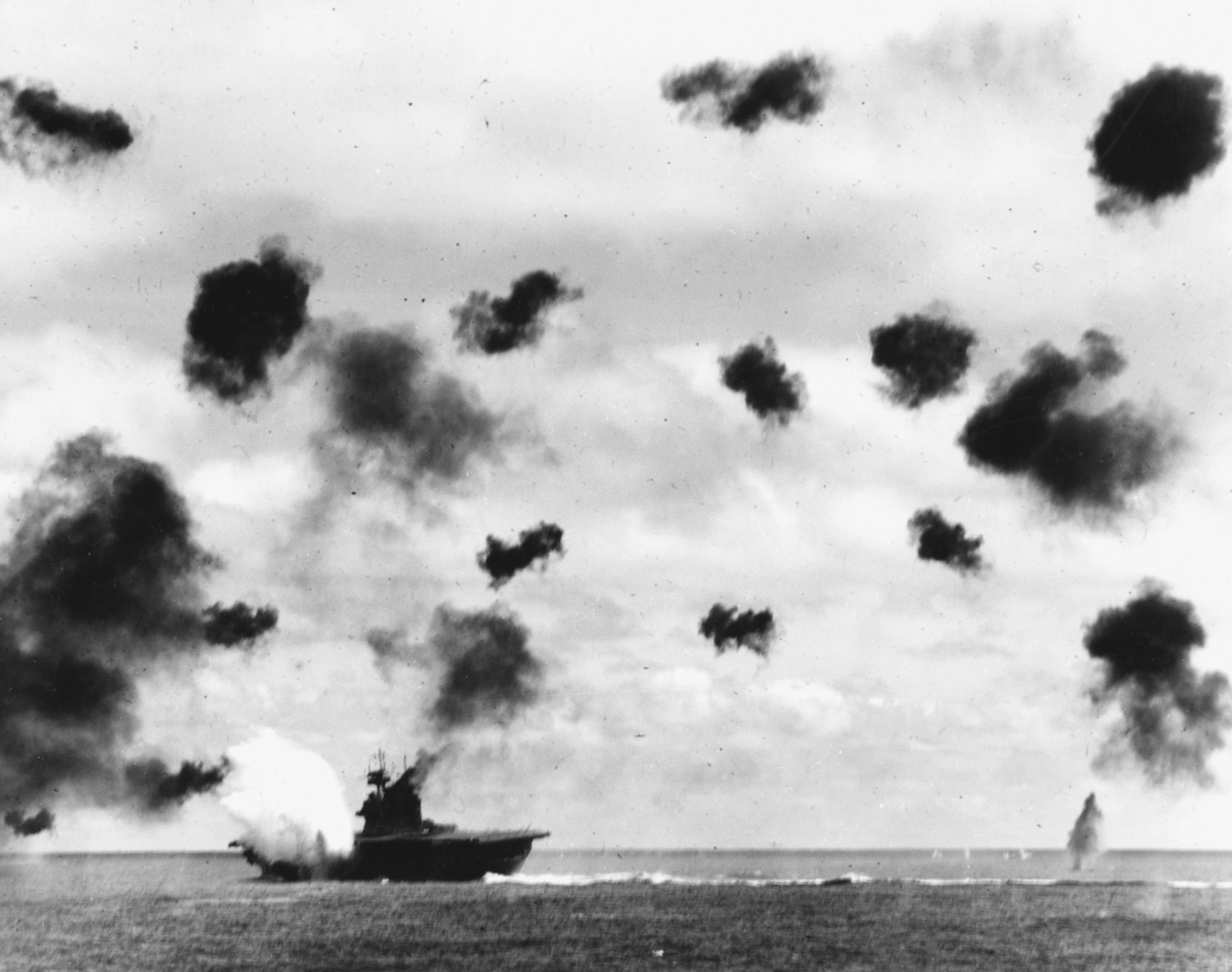
L' fut touché par une torpille japonaise lancée par un Nakajima B5N.

Le Hiryu, le seul porte-avions japonais survivant, lança immédiatement ses appareils. La première vague japonaise de bombardiers en piqué, 18 Aichi D3A1 escortés par six chasseurs Mitsubishi A6M2 Zéro, endommagea lourdement l'USS Yorktown avec trois bombes qui détruisirent ses chaudières et l'immobilisèrent. Cependant, les réparations furent tellement efficaces que les pilotes de la seconde vague japonaise composée de dix bombardiers-torpilleurs Nakajima B5N2, escortés par six chasseurs A6M2, crurent qu'ils attaquaient un autre navire de la même classe. Les Japonais pensèrent égaler les scores en éliminant deux porte-avions en deux frappes, mais l'USS Yorktown subit les deux attaques japonaises. En effet, la seconde vague pensa que l'USS Yorktown avait déjà coulé et qu'elle attaquait l'USS Enterprise. Après avoir reçu deux torpilles, l'USS Yorktown fut incapable de poursuivre la bataille car il commença à giter selon un angle de 26° à bâbord et cela força l'amiral Fletcher à déplacer son état-major à bord du croiseur lourd USS Astoria. Les deux autres porte-avions américains n'avaient pas été endommagés.
Du reste, les défenses américaines furent plutôt efficaces : des Dauntless en vol furent pris à partie par l'escorte des six Zéro lors de la première vague mais les bombardiers américains mirent en échec les chasseurs, dont un seul parviendra à rentrer. Privés de couverture, les D3A1 subissent de lourdes pertes et seulement cinq d'entre eux purent rentrer. Lors du second assaut, les cinq premiers B5N2 sont abattus ainsi que deux Zéro d'escorte.
Toutefois, la nouvelle des deux attaques et le fait que chacune avait coulé un porte-avions américain améliora considérablement le moral du Kidô Butai. Ses appareils survivants furent récupérés par le Hiryu, où ils furent préparés pour une attaque contre ce qui semblait être le dernier porte-avions américain.

### Contre-attaque américaine
À la fin de l'après-midi, un appareil de reconnaissance de l'USS Yorktown localisa le dernier porte-avions de Nagumo, l’Hiryu. L'USS Enterprise lança une vague d'attaques composée de 25 bombardiers en piqué SBD Dauntless. Bien que le Hiryu ait été protégé par quatorze chasseurs Mitsubishi A6M Zéros provenant des quatre porte-avions, quatre ou cinq bombes lancées par les appareils américains touchèrent mortellement le porte-avions japonais. Le souffle des explosions fut si puissant que la plateforme de l'ascenseur avant fut projetée sur l'ilot du navire. Les avions de l'USS Hornet, seize bombardiers en piqué SBD Dauntless, lancés avec retard à la suite d'une erreur de communication, attaquèrent sans résultat les autres navires japonais. Après des efforts désespérés pour éteindre l'incendie, la majorité de l'équipage du Hiryu fut évacuée et le reste de la flotte s'orienta vers le nord-est pour tenter d'intercepter les porte-avions américains. Le Hiryu resta à flot durant plusieurs heures et lorsqu'il fut repéré le lendemain matin par un appareil du porte-avions Hosho, les Japonais pensèrent qu'ils pourraient le remorquer jusqu'au Japon pour le réparer. Cependant, le navire coula peu après avoir été repéré. Le contre-amiral Tamon Yamaguchi choisit de sombrer avec son vaisseau.

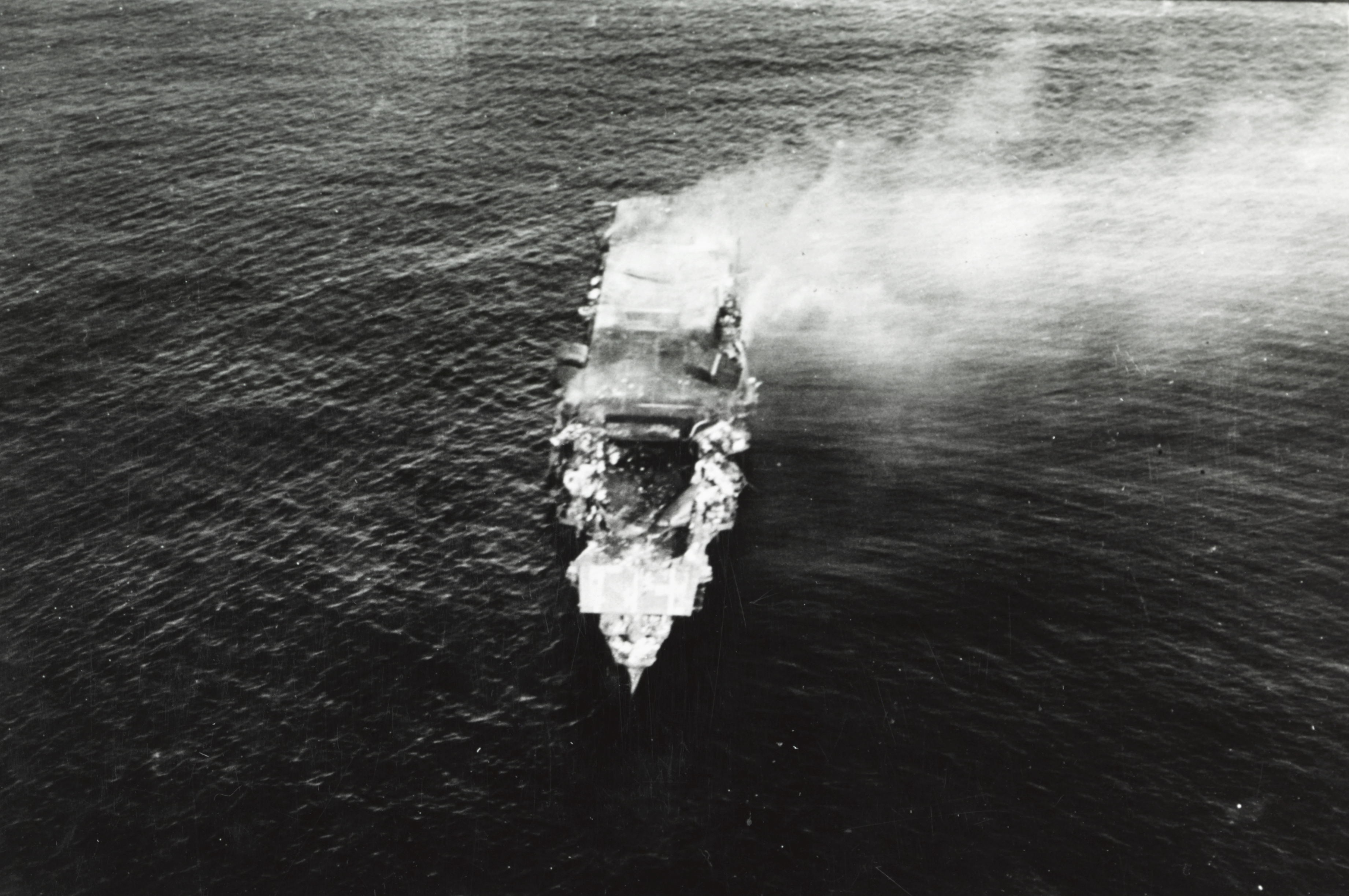
Le Hiryu en feu quelques heures avant son naufrage, photographié par un avion du Hosho tôt le matin du 5 juin 1942.

Avec la tombée de la nuit, les deux camps firent le point et préparèrent des plans pour la suite de la bataille. L'amiral Fletcher, obligé d'abandonner l'USS Yorktown et pensant qu'il ne pourrait pas commander de manière efficace depuis un croiseur, céda le commandement opérationnel à Spruance. Ce dernier savait que les États-Unis avaient remporté une grande victoire mais il n'était pas certain de la situation des forces japonaises et était déterminé à protéger Midway et ses porte-avions. Pour aider ses aviateurs, qui avaient été lancés à la limite de leur rayon d'action, Spruance s'était rapproché de la flotte de Nagumo durant la journée et continua pendant la soirée. La dernière vague de l'après-midi manqua de repérer la flotte principale de Yamamoto et comme les appareils revinrent pendant la nuit, Spruance fit allumer les feux de ses porte-avions pour faciliter les atterrissages, prenant le risque d'être repéré et attaqué par les sous-marins ennemis. Finalement, craignant une possible rencontre avec les forces de surface japonaises, Spruance fit mettre le cap à l'est avant de faire demi-tour à l'ouest vers minuit. De son côté, Yamamoto décida initialement de poursuivre l'engagement et d'envoyer ses navires vers l'est pour attaquer les porte-avions américains. Simultanément, un groupe de croiseurs fut détaché pour bombarder l'île. La flotte de surface japonaise ne parvint pas à repérer les navires américains du fait de la décision de Spruance de mettre momentanément le cap à l'est et Yamamoto ordonna un repli général à l'ouest .
À 2 h 15 dans la nuit du 5 au 6 juin, le sous-marin USS Tambor (en), qui se trouvait à environ 170 km à l'ouest de Midway, repéra plusieurs navires. Comme il ne parvint pas à les identifier, le commandant du submersible ne tira pas mais il rapporta leur position à ses supérieurs. Après avoir reçu le rapport, Nimitz le transmit à Spruance. Ne sachant pas où se trouvait la principale flotte de Yamamoto, Spruance supposa que le sous-marin avait repéré la force d'invasion et il entreprit de l'intercepter,.

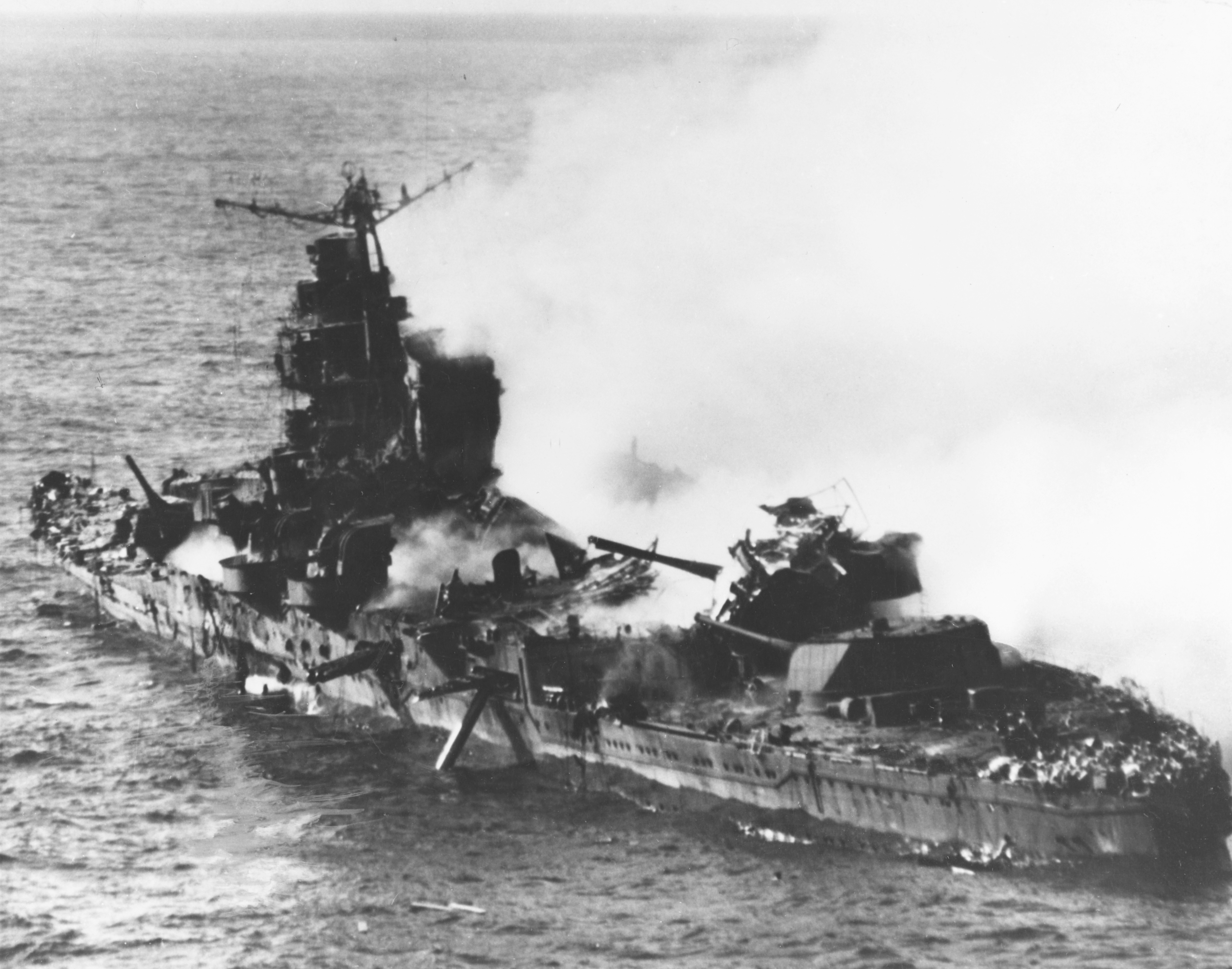
Le Mikuma gravement endommagé le 6 juin 1942 peu avant de sombrer.

Les navires repérés par l'USS Tambor étaient les quatre croiseurs lourds Kumano, Suzuya, Mogami, Mikuma et les deux destroyers Arashio et Asashio, que Yamamoto avait envoyés pour bombarder Midway. À 2 h 55, les navires japonais reçurent l'ordre de se replier et ils firent demi-tour. À peu près au même moment, l'USS Tambor fut repéré et lors des manœuvres pour éviter une attaque sous-marine, les croiseurs Mogami et Mikuma entrèrent en collision. La proue du Mogami fut sévèrement endommagée et le Mikuma, ayant subi moins de dégâts, dut ralentir à la vitesse de 22 km/h pour ne pas distancer le Mogami. À 4 h 12, le sous-marin américain confirma que les navires étaient japonais et il plongea pour les attaquer. 

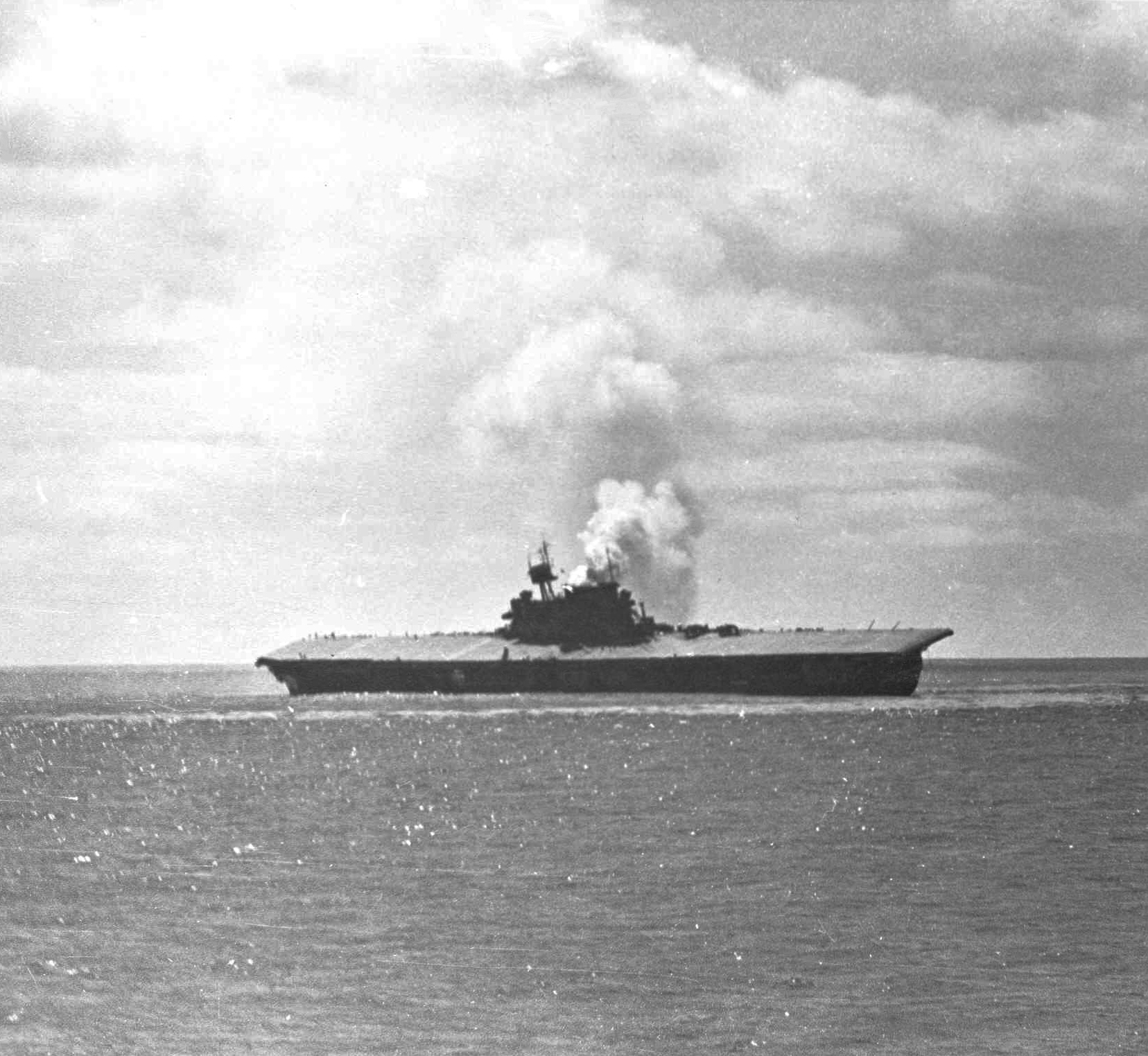
L' gitait fortement à bâbord après avoir été touché par les appareils japonais.

L'attaque fut infructueuse et vers 6 h, il rapporta la présence de deux croiseurs japonais de la classe Mogami se trouvant à l'ouest.
Les jours suivants, les appareils américains de Midway puis ceux des porte-avions de Spruance menèrent plusieurs attaques contre les croiseurs japonais à la traîne. Le Mikuma fut coulé le 7 juin et le Mogami fut touché à plusieurs reprises mais parvint à rentrer au Japon. Les destroyers Arashio et Asashio furent également bombardés et mitraillés par les appareils américains de la dernière vague.
Au même moment, les opérations de sauvetage de l'USS Yorktown se poursuivaient et il fut remorqué par le dragueur de mines USS Vireo (en). Dans l'après-midi du 6 juin, le porte-avions américain fut touché par deux torpilles lancées par le sous-marin japonais I-168. Les pertes furent légères car l'équipage avait déjà été en grande partie évacué, mais une troisième torpille coupa en deux le destroyer USS Hammann, tuant 80 marins. L'USS Yorktown ne coula que vers 5 h le 7 juin, ce qui marqua la fin de la bataille. Les Américains n'avaient donc perdu qu'un seul de leurs porte-avions, contre quatre pour les Japonais (l'Akagi, le Kaga, le Soryu et le Hiryu).

### Raisons de l'échec japonais
Plusieurs facteurs peuvent expliquer la défaite de la marine japonaise à Midway. D'un point de vue stratégique, la trop grande dispersion de sa flotte et donc, l'incapacité des navires à se soutenir mutuellement constitua un facteur essentiel de la défaite japonaise ; ensuite les échecs de ses moyens de reconnaissance ; enfin, le décryptage par les Américains du Code 97 et donc du plan des Japonais.

Lors de la bataille en elle-même, les aviateurs américains firent pourtant preuve d'une bien moins bonne maîtrise dans leurs attaques que leurs homologues japonais. Les cinquante appareils qui décollèrent de Midway n'obtinrent aucun résultat significatif tout comme les 41 avions-torpilleurs partis des trois porte-avions américains.

La bataille, par William Koenig dans Epic Sea Battles.

À l'inverse, les deux frappes menées à partir de l'Hiryu sur le Yorktown (soit 28 bombardiers seulement) eurent pour résultat plusieurs coups au but à chaque fois.
Toutefois, les opérations de ravitaillement à bord des navires américains se faisaient sur le pont et les canalisations étaient purgées au CO2 en cas d'attaque. L'équipage pouvait ainsi balancer par-dessus bord tout objet inflammable et circonscrire les incendies rapidement. Le USS Yorktown fut frappé à cinq reprises mais ne coula pas, tant les opérations de lutte incendie et de réparations furent efficaces. C'est le sous-marin I-168 qui eut finalement raison de lui.
Côté japonais en revanche, les mécaniciens réarmaient les appareils à l'intérieur des hangars, totalement clos afin de les protéger des intempéries. Cette conception augmenta l'effet de souffle des bombes américaines et favorisa les incendies. Ainsi, le lourd Akagi ne reçut qu'un seul projectile, mais suffisant pour déclencher des feux incontrôlables.
Enfin, le facteur chance joua un rôle non négligeable lors de cette bataille, lorsque les Dauntless se retrouvèrent sans opposition aérienne pendant que les Japonais effectuaient leurs opérations de ravitaillement en carburant et en munitions.

## Suites
Après avoir remporté une victoire sans appel et jugeant la poursuite trop dangereuse, les forces américaines se replièrent vers l'Est. L'historien Samuel Eliot Morison écrivit en 1949 que Spruance fut critiqué pour ne pas avoir pris en chasse la flotte japonaise en retraite et l'avoir laissée s'échapper. Clay Blair avança en 1975 que si Spruance avait continué, il aurait été incapable de lancer ses appareils après la tombée de la nuit et son escorte aurait été submergée par les unités de surface plus puissantes, telles que le cuirassé Yamato.
Le rapport détaillé sur la bataille rédigé par Nagumo fut transmis au haut-commandement militaire le 15 juin. Seulement destiné aux plus hauts échelons de la marine impériale et du gouvernement, il fut gardé secret tout au long de la guerre. Le public japonais fut gardé dans l'ignorance de la défaite tout comme l'essentiel de la structure de commandement. Seul l'empereur Hirohito et les officiers supérieurs de l'armée furent informés de l'étendue des pertes en navires et en pilotes. Aussi, les planificateurs de l'armée continuèrent-ils de considérer, au moins durant une brève période, que la marine japonaise conservait sa supériorité.
Au retour de la flotte japonaise à Hashirajima près d'Hiroshima le 14 juin, les blessés furent immédiatement transférés dans des hôpitaux militaires où ils furent placés à l'isolement pour qu'ils ne révèlent pas l'étendue de la défaite. Les officiers et les marins furent dispersés dans d'autres unités de la marine et furent déployés dans le Pacifique Sud où beaucoup périrent. Néanmoins, les officiers de l'état-major du groupe aéronaval ne furent pas sanctionnés et Nagumo fut placé à la tête de la force aéronavale reconstituée après la bataille.
Les Japonais tirèrent quelques leçons de la bataille de Midway : de nouvelles procédures furent adoptées pour permettre le ravitaillement en carburant et le réarmement d'un plus grand nombre d'appareils sur le pont d'envol plutôt que dans les hangars pour limiter les dégâts infligés par une bombe parvenant à perforer le pont ; la purge de tous les tuyaux d'alimentation en carburant après usage fut généralisée. Les porte-avions en cours de construction furent modifiés pour intégrer de nouveaux équipements de lutte contre l'incendie et pour limiter à deux le nombre d'ascenseurs. Un plus grand nombre de marins fut formé à la lutte contre l'incendie et à la gestion des dégâts, mais les pertes ultérieures des porte-avions Shokaku, Hiyō et Taiho montrèrent qu'il subsistait des lacunes dans ce domaine. Pour combler rapidement les effectifs, la durée de formation des nouveaux pilotes de l'aéronavale fut raccourcie au détriment de la qualité de l'entraînement. Les pilotes vétérans japonais de Midway et de la campagne des îles Salomon furent obligés de rester sur le front alors que les vétérans américains étaient progressivement assignés à la formation des nouveaux pilotes. Par conséquent, l'efficacité de l'aéronavale japonaise se dégrada de manière continue jusqu'à la fin de la guerre.

## Conséquences

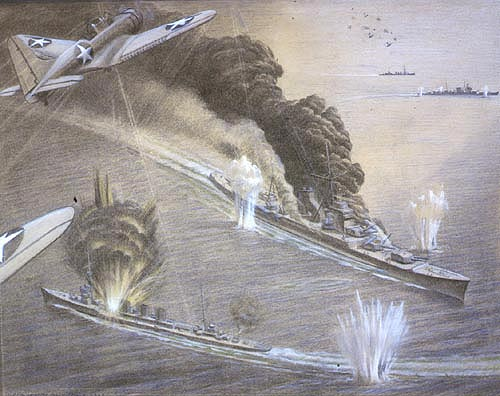
Vision d'artiste de l'attaque sur le Mogami et le Mikuma.

Entre le 4 et le 7 juin 1942, six mois après l'attaque de Pearl Harbor par les Japonais et un mois après la bataille de la mer de Corail, l'United States Navy avait donc infligé une défaite décisive à la marine impériale japonaise alors qu'elle attaquait l'atoll de Midway, causant des pertes irremplaçables à sa flotte,,. L'historien militaire John Keegan qualifia cette bataille de « coup le plus impressionnant et décisif dans l'histoire de la guerre navale ».
La bataille a souvent été qualifiée de « tournant de la guerre du Pacifique ». Cependant les Japonais continuèrent d'essayer de progresser dans le Pacifique Sud et plusieurs mois passeront avant que la parité navale ne se transforme en une claire suprématie américaine,. En revanche, la destruction de la puissance aéronavale japonaise à Midway, associée à l'indécise bataille de la mer de Corail, réduisit la capacité du Japon à entreprendre de grandes offensives. La victoire américaine ouvrit la voie aux débarquements de Guadalcanal et à la longue guerre d'attrition de la campagne des îles Salomon, qui permit aux Alliés de reprendre l'initiative dans la guerre du Pacifique.
Certains auteurs avancèrent que ses lourdes pertes à Midway affaiblirent considérablement la marine impériale japonaise,,. Parshall et Tully avancèrent cependant que si les pertes étaient importantes (110 tués, soit 25 % de l'effectif des pilotes de l'aéronavale embarqués sur les quatre porte-avions), elles n'étaient pas suffisantes pour paralyser l'aéronavale japonaise dans son ensemble : la marine japonaise avait environ 2 000 pilotes dans l'aéronavale au début de la guerre du Pacifique. Quelques mois après, l'aéronavale japonaise subit des pertes similaires lors des batailles navales des Salomon orientales et des îles Santa Cruz. Ce sont ces batailles et les pertes régulières touchant les pilotes vétérans durant la campagne des îles Salomon qui entrainèrent la diminution brutale de la capacité opérationnelle de l'aéronavale japonaise. Toutefois, la perte des quatre porte-avions de grande taille, de plus de 40 % des techniciens et des mécaniciens ainsi que des hommes de pont et des armuriers des équipages de porte-avions les mieux entraînés de la flotte furent des coups mortels infligés à l'aéronavale japonaise,. Après la bataille, le Japon ne disposait plus que des porte-avions Shokaku et Zuikaku pour mener de nouvelles offensives, car le Ryūjō, le Jun'yō et le Hiyō étaient des porte-avions légers aux possibilités plus limitées.

## Recherche d'éventuelles épaves

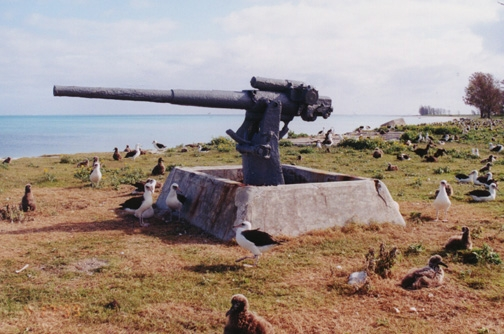
Une batterie d'artillerie américaine sur l'atoll Midway, circa 1985.

En raison de la profondeur extrême de l'océan Pacifique dans la région de Midway (plus de 5 200 m de profondeur), la recherche d'éventuelles épaves présente des difficultés notables. Le 19 mai 1998, Robert Ballard et une équipe de scientifiques réussirent à retrouver l'épave de l'USS Yorktown. Il était remarquablement intact pour un navire coulé en 1942 ; une grande partie de l'équipement d'origine et même la peinture de la coque étaient encore visibles.
Une recherche ultérieure de Ballard visant à localiser les navires japonais a été refusée par l'US Navy.
En septembre 1999, une expédition conjointe du Nauticos Corp et du Naval Oceanographic Office fut toutefois menée à la recherche des épaves de porte-avions japonais. Grâce à l'utilisation de techniques de navigation avancées en conjonction avec le journal de bord du sous-marin USS Nautilus, l'expédition trouva un grand morceau d'une épave, par la suite identifié comme provenant du pont supérieur du Kaga. Le 18 octobre 2019, le RV Petrel découvre celui-ci à 5,4 km de profondeur. Quatre jours plus tard, le porte-avions Akagi est également retrouvé.

## Commémoration

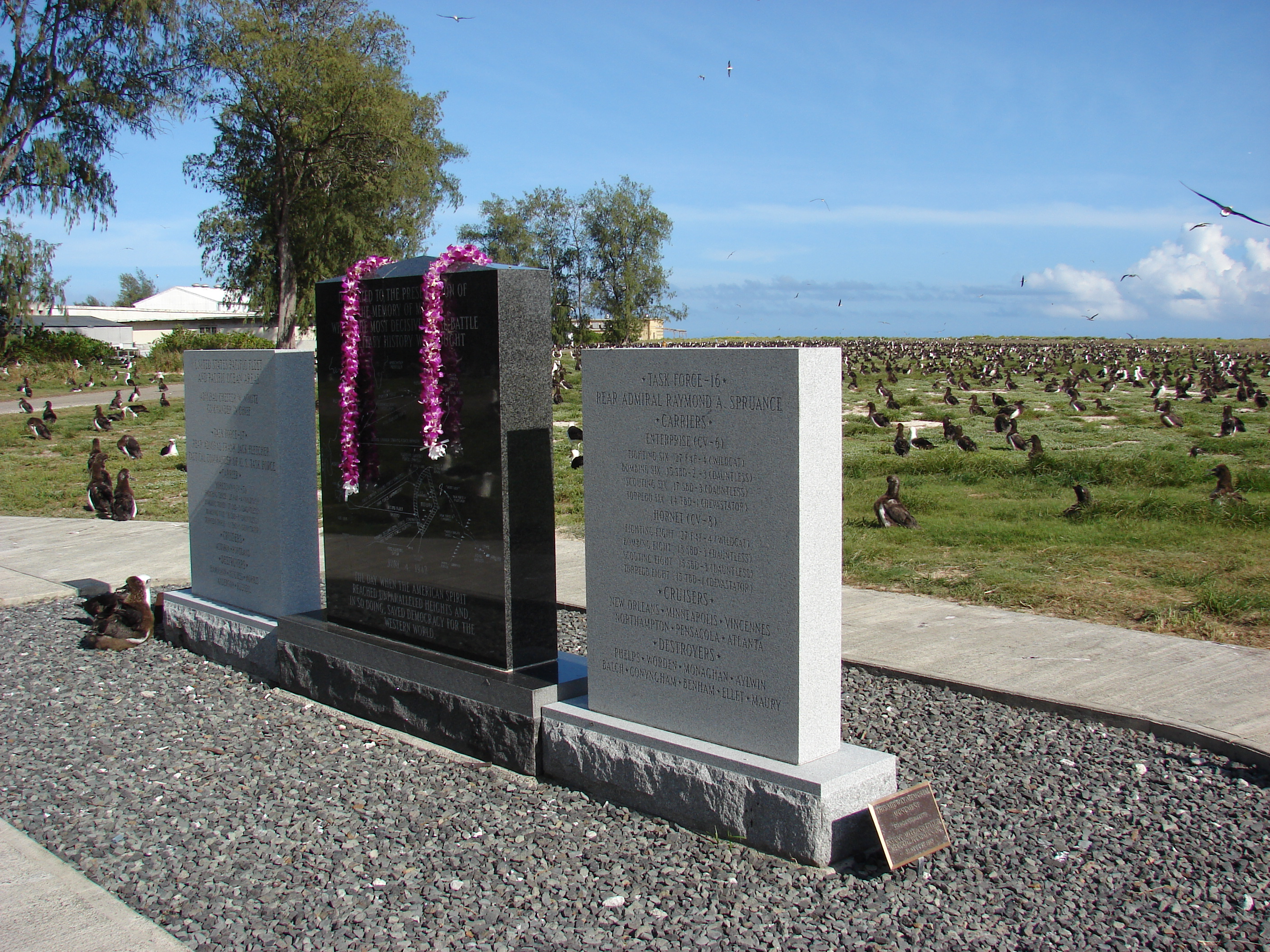
Le mémorial de Midway avec des albatros de Laysan visibles en arrière-plan, à l'occasion du de la bataille, 4 juin 2008.

L'aéroport international de Chicago, important pour les efforts de guerre américains lors de la Seconde Guerre mondiale, fut renommé aéroport international Midway de Chicago (ou simplement aéroport de Midway) en 1949 en mémoire de la bataille.
Un porte-avions d'escorte fut baptisé USS Midway et mis en service le 17 août 1943. Il sera renommé St. Lo le 10 octobre 1944 pour laisser son nom à un porte-avions de combat (lourd), l'USS Midway (CV-41), mis en service le 10 septembre 1945 (huit jours après la signature des actes de capitulation du Japon). En 2012, celui-ci est amarré à San Diego en Californie, à proximité de l'importante base navale de San Diego, et est utilisé en tant que navire musée.
Le 13 septembre 2000, le secrétaire à l'Intérieur des États-Unis, Bruce Babbitt, renomma la réserve naturelle Midway Atoll National Wildlife Refuge en Battle of Midway National Memorial.

## Dans la culture populaire

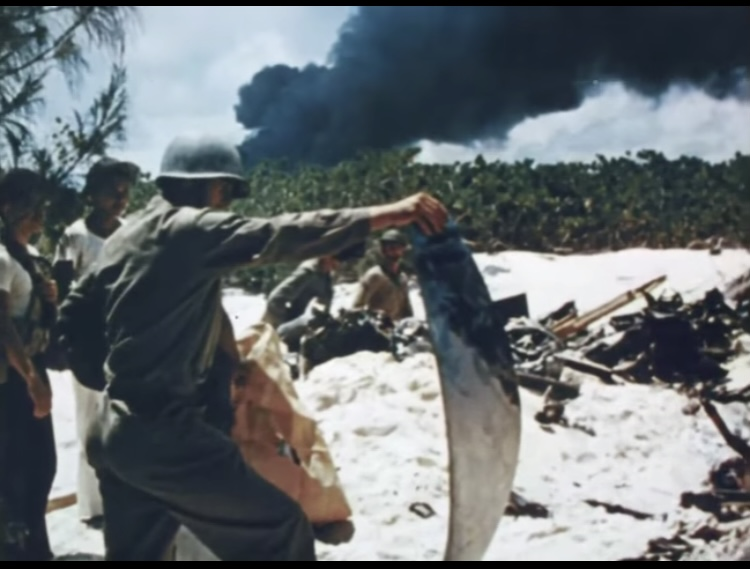
Photo du tournage du film documentaire de 1942.

La bataille de Midway a fait l'objet dès 1942 d'un documentaire mis en scène par John Ford, alors présent sur l'île. Le film d'une durée de dix-huit minutes reçoit l'Oscar du meilleur film documentaire en 1943. En 1976, Jack Smight réalise un film sur la bataille intitulé La Bataille de Midway avec pour acteurs principaux Charlton Heston, Henry Fonda et James Coburn.
En 2019 sort un troisième film, Dauntless: L'Enfer de Midway réalisé par Mike Phillips et la même année un quatrième film, Midway, réalisé par Roland Emmerich.
La bataille de Midway est dépeinte dans le jeu vidéo Battlefield 1942 et aussi présente dans les simulateurs Battlestations: Midway et Heroes of the Pacific. En bande dessinée, la bataille est le fil conducteur du second album des aventures de Buck Danny, Les Mystères de Midway, publié en 1948 par Jean-Michel Charlier et Victor Hubinon.
La bataille de Midway est utilisée comme introduction au manga Zipang (tome 2) de Kaiji Kawaguchi (le manga comprend 43 tomes).
Le groupe de métal suédois Sabaton adopte la bataille de Midway comme thème du morceau Midway dans l'album Coat of Arms.